# تضمین
تضمین از آرایه‌های ادبی و به معنی آوردن آیه، حدیث، یا سخن مشهور در بین سخن است. همچنین، اگر شاعر تمامی مصراع یا بیتی را از شاعری دیگر در سخن خود بیاورد، تضمین خوانده می‌شود. اگر شاعر یا نویسنده‌ای مثلی را که پیش از وی رواج داشته، در میان نوشته یا سروده خود بیاورد نیز تضمین خوانده می‌شود.
آرایه تضمین با ایجاد تنوع، به آرایش سخن کمک می‌کند. همچنین، تضمین پدیدآورنده ایجاز در سخن است و آگاهی شاعر را از قلمروهای گوناگون کلام نشان می‌دهد. در زمانی که شاعر، سخن یا شعر معروفی را تضمین کند، معمولاً نام سراینده یا گوینده نوشته نمی‌شود. اما اگر شعر یا سخن مشهور نباشد، عموماً نام سراینده یا نویسنده سخن نیز ذکر می‌گردد. تضمین هنری یا تضمین طبیعی در نهایت ایجاز انجام می‌پذیرد.
| چشم حافظ زیر بام قصر آن حوری‌سرشت |  | شیوهٔ جنات تجری تحتها الأنهار داشت |

در بیت بالا، حافظ بخشی از آیهٔ هشتم سورهٔ بینه را در کلام خویش عیناً به کار برده‌است، که در این‌جا تضمین هنری به‌شمار می‌آید.
تضمین سعدی از سروده فردوسی:
| چه خوش گفت فردوسی پاک زاد  |  | که رحمت بر آن تربت پاک باد       |
| «میازار موری که دانه‌کش است |  | که جان دارد و جان شیرین خوش است» |

تضمین هاتف از غزل عراقی:
| مه من نقاب بگشا، ز جمال کبریایی       |  | که بتان فروگذارند، اساس خودنمایی     |
| شده انتظارم از حد، چه شود ز در درآیی؟ |  | «ز دو دیده خون فشانم، ز غمت شب جدایی |

| چه کنم؟ جز این نباشد، گل باغ آشنایی» |

| چو بنای کار عاشق، همه سوز و ساز دیدم |  | ره حسن وعشق یکسر، به نیاز و ناز دیدم |
| زجهانیان گروهی، به رَهِ مجاز دیدم      |  | «به قمارخانه رفتم، همه پاک‌باز دیدم   |

| چو به صومعه رسیدم، همه زاهد ریایی» |

| ز حدوث پاک گشتم، به قدَم رَهَم ندادند   |  | ز وجود هم گذشتم، به عدم رهم ندادند    |
| به کنشت سجده بردم، به صنم رهم ندادند |  | «به طواف کعبه رفتم، به حرم رهم ندادند |

| که تو در برون چه کردی؟ که درون خانه آیی»» |

تضمین دیگری از سعدی از سروده فردوسی:
| چه خوش گفت فردوسی پاک زاد   |  | که رحمت برآن تربت پاک باد       |
| «میازار موری که دانه کش است |  | که جان داردو جان شیرین خوش است» |

این دو بیت بخشی از بوستان سعدی است و سعدی بیتی معروف از فردوسی را در میان شعر خود عیناً نقل کرده‌است.
| «جز این قدر نتوان گفت در جمال تو عیب» |  | که وضع مهر و وفا نیست روی زیبا را     |
| زاهد از رندی حافظ نکند فهم چه شد      |  | «دیو بگریزد از آن قوم که قرآن خوانند» |

این بیت از دیوان حافظ است که در آن خواجه از اشعار سعدی تضمین کرده‌است:
| حافظ از جور تو حاشا که بگرداند روی |  | «من از آن روز که دربند توأم آزادم» |

اصل شعر سعدی چنین است:
| «من از آن روز که دربند توأم آزادم» |  | پادشاهم که به دست تو اسیر افتادم |

اینجا نیز بیت اول از حافظ است که در آن خواجه از بیت دوم که از اشعار سعدی است تضمین کرده‌است:
| بر سر تربت من با می و مطرب بنشین   |  | «تا به بویت ز لحد رقص کنان برخیزم»  |
| چون شوم خاک به خاکم گذری کن چو صبا |  | «تا به بویت ز زمین رقص کنان برخیزم» |

بیت اول از حافظ است که در آن خواجه از بیت دوم که از اشعار سلمان ساوجی است تضمین کرده‌است.
| «چراغ روی تو را شمع گشت پروانه» |  | مرا ز حال تو با حال خویش پروا نه |
| «چراغ حسن تو را شمع روز پروانه» |  | کمند زلف تو را باد صبح سرگردان   |

بیت اول از حافظ است که در آن خواجه از بیت دوم که از اشعار سلمان ساوجی است تضمین کرده‌است.
| مجو درستی عهد از جهان سست نهاد   |  | «که این عجوز عروس هزاردامادست»   |
| مده به شاهد دنیا عنان دل، زنهار! |  | «که این عجوزه عروس هزار دامادست» |

بیت اول از حافظ است که در آن خواجه از بیت دوم که از اشعار اوحدی است تضمین کرده‌است.
| «آن کس که به دست جام دارد» |  | سلطانی جم مدام دارد       |
| آواز دهید، تا ببینند       |  | «صوفی که به دست جام دارد» |

بیت اول از حافظ است که در آن خواجه از بیت دوم که از اشعار اوحدی است تضمین کرده‌است.
بخشی از تضمین منوچهر پازوکی  (شاهین) بر غزل حافظ:
| روزگاری دل سودا زده غوغا می‌کرد       |  | از من آن روز، نه آزرم و نه پروا می‌کرد |
| من چه گویم که چه ها با من رسوا می‌کرد |  | «سال‌ها دل طلب جام جم از ما می‌کرد      |

| آنچه خود داشت ز بیگانه تمنا می کرد» |

| آنچه می‌خواست دل از چند و شمار افزون بود |  | بود پروردهِ ی ديرينه نه از اكنون بود |
| دركِش بينش و انديشه ی ما بی‌چون بود       |  | «گوهری كز صدف كون و مكان بيرون بود  |

| طلبِ از گمشدگانِ لبِ دريا می‌كرد» |